# هاري وآل هندرسون (فلم)
هاري وآل هندرسون (بالإنجليزية: Harry and the Hendersons) هو فيلم كوميدي تم إنتاجه في الولايات المتحدة وصدر في سنة 1987.

## بطولة
- جون ليثغو

## الميزانية والإيرادات
بلغت تكلفة إنتاج الفيلم حوالي 16 مليون دولار بينما حقق أرباحا تقدر بـ 49,998,613 دولار.

### ترشيحات وجوائز
| السنة | الحدث  | الفئة               | النتيجة  |
| ----- | ------ | ------------------- | -------- |
|       | أوسكار | أفضل مستحضرات تجميل | فـــــوز |

## وصلات خارجية
- مقالات تستعمل روابط فنية بلا صلة مع ويكي بيانات